# Liste des conseillers régionaux de la Somme
Le département de la Somme est actuellement composé de 18 conseillers régionaux sur les 170 élus qui composent le Conseil régional des Hauts-de-France.

## Mandature

### 2021-2028
La liste des 18 conseillers régionaux de la Somme : 
| Identité | Identité              | Parti | Groupe                            |
| -------- | --------------------- | ----- | --------------------------------- |
|          | Emmanuel Maquet       | LR    | Les Républicains et apparentés    |
|          | Anne Pinon            | LR    | Les Républicains et apparentés    |
|          | Yves Butel            | DVD   | Les Républicains et apparentés    |
|          | Patricia Poupart      | LR    | Les Républicains et apparentés    |
|          | Claire Joly           | DVD   | Les Républicains et apparentés    |
|          | Martin Domise         | LR    | Les Républicains et apparentés    |
|          | Jean-Paul Mulot       | DVD   | Les Républicains et apparentés    |
|          | Brigitte Lhomme       | DVD   | Les Républicains et apparentés    |
|          | Brigitte Fouré        | UDI   | Union centriste                   |
|          | Pascal Demarthe       | UDI   | Union centriste                   |
|          | Maryse Fagot          | UDI   | Union centriste                   |
|          | Jean-Christophe Loric | MoDem | MoDem, radicaux et apparentés     |
|          | Philippe Théveniaud   | LAF   | Rassemblement national            |
|          | Nathalie Billet       | RN    | Rassemblement national            |
|          | Jean-Philippe Tanguy  | LAF   | Rassemblement national            |
|          | Zahia Hamdane         | LFI   | Pour le climat, pour l'emploi     |
|          | Thomas Hutin          | EÉLV  | Pour le climat, pour l'emploi     |
|          | Catherine Quignon     | PS    | Gauche républicaine et écologiste |

### 2015-2021
| Liste              | N° | Nom                  |  | Parti        | Groupe                | Changements                                   |
| ------------------ | -- | -------------------- |  | ------------ | --------------------- | --------------------------------------------- |
| Union de la droite | 1  | Brigitte Fouré       |  | UDI          | UDI - Union Centriste |                                               |
| Union de la droite | 2  | Jean-Michel Serres   |  | LR           | LR et apparentés      |                                               |
| Union de la droite | 3  | Maryse Fagot         |  | UDI          | UDI - Union Centriste |                                               |
| Union de la droite | 4  | Martin Domise        |  | LR           | LR et apparentés      |                                               |
| Union de la droite | 5  | Patricia Poupart     |  | LR           | LR et apparentés      |                                               |
| Union de la droite | 6  | José Sueur           |  | UDI          | UDI - Union Centriste |                                               |
| Union de la droite | 7  | Brigitte Lhomme      |  | DVD          | LR et apparentés      |                                               |
| Union de la droite | 8  | Jean-Yves Bourgois   |  | UDI          | UDI - Union Centriste |                                               |
| Union de la droite | 9  | Anne Pinon           |  | LR           | LR et apparentés      |                                               |
| Union de la droite | 10 | Yves Butel           |  | CPNT         | LR et apparentés      |                                               |
| Union de la droite | 11 | Julie Codron-Riquier |  | LR           | LR et apparentés      |                                               |
| Front National     | 1  | Sébastien Chenu      |  | FN           | Front National        |                                               |
| Front National     | 2  | Chantal Lemaire      |  | FN puis Ind. | Front National        | rejoint les Non-inscrits le 11 avril 2017     |
| Front National     | 3  | Yves Dupille         |  | FN           | Front National        |                                               |
| Front National     | 4  | Patricia Chagnon     |  | FN           | Front National        |                                               |
| Front National     | 5  | Éric Richermoz       |  | FN puis LP   | Front National        | rejoint les Non-inscrits le 22 septembre 2017 |

### 2010-2015
| Liste              | N° | Nom                     |  | Parti         | Groupe                                 | Changements                                  |
| ------------------ | -- | ----------------------- |  | ------------- | -------------------------------------- | -------------------------------------------- |
| Union de la gauche | 1  | Nicolas Dumont          |  | PS            | Socialiste, Républicain et Citoyen     |                                              |
| Union de la gauche | 2  | Valérie Kumm            |  | PS            | Socialiste, Républicain et Citoyen     |                                              |
| Union de la gauche | 3  | Didier Cardon           |  | PS            | Socialiste, Républicain et Citoyen     |                                              |
| Union de la gauche | 4  | Christine Lefevre       |  | PS            | Socialiste, Républicain et Citoyen     |                                              |
| Union de la gauche | 5  | Christophe Porquier     |  | EÉ puis Écolo | Europe Écologie puis Écologiste (2014) |                                              |
| Union de la gauche | 6  | Annie-Claude Leuliette  |  | PS            | Socialiste, Républicain et Citoyen     |                                              |
| Union de la gauche | 7  | Olivier Chapuis-Roux    |  | MUP           | Communistes et Progressistes unitaires |                                              |
| Union de la gauche | 8  | Sandrine Goffinon       |  | MRC           | Socialiste, Républicain et Citoyen     |                                              |
| Union de la gauche | 9  | Mohamed Boulafrad       |  | PS puis LGM   | Socialiste, Républicain et Citoyen     | crée Renouveau et démocratie en janvier 2015 |
| Union de la gauche | 10 | Nathalie Brandicourt    |  | EÉ puis Écolo | Europe Écologie puis Écologiste (2014) |                                              |
| Union de la gauche | 11 | Fabrice Dalongeville    |  | PRG           | Parti radical de gauche                |                                              |
| Union de la gauche | 12 | Françoise Van Hecke     |  | MUP           | Communistes et Progressistes unitaires |                                              |
| Envie de Picardie  | 1  | Olivier Jardé           |  | NC            | Envie de Picardie                      | Démissionne le 21 avril 2010                 |
| Envie de Picardie  | 2  | Brigitte Lhomme         |  | UMP           | Envie de Picardie                      |                                              |
| Envie de Picardie  | 3  | Jean Pilniak            |  | CPNT          | Envie de Picardie                      |                                              |
| Envie de Picardie  | 4  | Maryse Fagot            |  | NC            | Envie de Picardie                      |                                              |
| Envie de Picardie  | 5  | Marc Bonef              |  | UMP           | Envie de Picardie                      | Remplace Olivier Jardé le 22 avril 2010      |
| Front national     | 1  | Wallerand de Saint-Just |  | FN            | Front national                         |                                              |
| Front national     | 2  | Mylène Troszczynski     |  | FN            | Front national                         |                                              |

### 2004-2010
| Liste             | N° | Nom                     |  | Parti                                                  | Groupe                    | Changements                                                |
| ----------------- | -- | ----------------------- |  | ------------------------------------------------------ | ------------------------- | ---------------------------------------------------------- |
| Picardie à Gauche | 1  | Maxime Gremetz          |  | PCF puis Colère et espoir (CE, communistes dissidents) | Communiste et Républicain |                                                            |
| Picardie à Gauche | 2  | Annie-Claude Leuliette  |  | PS                                                     | Socialiste                |                                                            |
| Picardie à Gauche | 3  | Didier Cardon           |  | PS                                                     | Socialiste                |                                                            |
| Picardie à Gauche | 4  | Françoise Van Hecke     |  | PCF (App.)                                             | Communiste et Républicain | groupe Communiste et progressiste en 2006                  |
| Picardie à Gauche | 5  | Francis Lec             |  | PS                                                     | Socialiste                |                                                            |
| Picardie à Gauche | 6  | Christine Lefevre       |  | PS                                                     | Socialiste                |                                                            |
| Picardie à Gauche | 7  | Pascal Dacheux          |  | Les Verts puis DVG                                     | Verts-PRG                 | rejoint les Non-inscrits en septembre 2009                 |
| Picardie à Gauche | 8  | Valérie Kumm            |  | PS                                                     | Socialiste                |                                                            |
| Picardie à Gauche | 9  | Olivier Chapuis-Roux    |  | PCF                                                    | Communiste et Républicain | groupe Communiste et progressiste en 2006                  |
| Picardie à Gauche | 10 | Colette Michaux         |  | PS                                                     | Socialiste                |                                                            |
| Picardie à Gauche | 11 | Jean-Luc Belpaume       |  | PCF puis Colère et espoir (CE)                         | Communiste et Républicain |                                                            |
| Picardie à Gauche | 12 | Charlotte Delécolle     |  | PCF                                                    | Communiste et Républicain | élection annulée le 28/10/2004, retrouve son siège en 2008 |
| Aimer la Picardie | 1  | Jérôme Bignon           |  | UMP                                                    | Aimer la Picardie         | Démissionne le 13 avril 2004                               |
| Aimer la Picardie | 2  | Brigitte Fouré          |  | UDF                                                    | Aimer la Picardie         | Démissionne le 10 janvier 2008                             |
| Aimer la Picardie | 3  | Alain Babaut            |  | DVD                                                    | Aimer la Picardie         |                                                            |
| Aimer la Picardie | 4  | France Mathieu          |  | UDF puis Modem                                         | Aimer la Picardie         | groupe UDF (2006-2008) puis Non-inscrits                   |
| Aimer la Picardie | 5  | Roger Mezin             |  | UMP                                                    | Aimer la Picardie         |                                                            |
| Aimer la Picardie | 6  | Marie-Dominique Messean |  | UMP                                                    | Aimer la Picardie         | Remplace Jérôme Bignon le 14 avril 2004                    |
| Aimer la Picardie | 7  | Béatrice de Villeneuve  |  | UMP                                                    | Aimer la Picardie         | Remplace Brigitte Fouré le 11 janvier 2008                 |
| Front national    | 1  | Pierre Descaves         |  | FN puis PDF                                            | Front national            | groupe Patrie et Liberté en mai 2009                       |
| Front national    | 2  | Catherine Chatelain     |  | FN                                                     | Front national            |                                                            |

### 1998-2004
| Liste                 | N° | Nom                |  | Parti        | Groupe                     | Changements                               |
| --------------------- | -- | ------------------ |  | ------------ | -------------------------- | ----------------------------------------- |
| Gauche plurielle      | 1  | Francis Lecul      |  | PS           | Socialiste                 |                                           |
| Gauche plurielle      | 2  | Chantal Leblanc    |  | PCF          | Communiste et Progressiste |                                           |
| Gauche plurielle      | 3  | Lise Rochowiak     |  | PS           | Socialiste                 |                                           |
| Gauche plurielle      | 4  | Didier Cardon      |  | PS           | Socialiste                 |                                           |
| Gauche plurielle      | 5  | Patrick Kaczmarek  |  | PCF          | Communiste et Progressiste |                                           |
| Gauche plurielle      | 6  | Noël Ricouard      |  | PCF          | Communiste et Progressiste |                                           |
| Gauche plurielle      | 7  | Thierry Lucas      |  | MDC          | MDC - Verts                |                                           |
| Faire la Picardie     | 1  | Alain Gest         |  | UDF puis UMP | UDF/RPR                    | groupe UMP/UDF en 2002                    |
| Faire la Picardie     | 2  | Roger Mezin        |  | RPR puis UMP | UDF/RPR                    | groupe UMP/UDF en 2002                    |
| Faire la Picardie     | 3  | Stéphane Demilly   |  | UDF          | Alliance RPR-UDF           | Intergroupe UMP-UDF et apparentés en 2002 |
| Faire la Picardie     | 4  | Thérèse Hart       |  | RPR puis UMP | Union pour la Picardie     | Intergroupe UMP-UDF et apparentés en 2002 |
| Faire la Picardie     | 5  | Brigitte Fouré     |  | UDF          | UDF/RPR                    | groupe UMP/UDF en 2002                    |
| Faire la Picardie     | 6  | Jean-Pierre Viénot |  | RPR puis UMP | Alliance RPR-UDF           | Intergroupe UMP-UDF et apparentés en 2002 |
| Front national        | 1  | Raynald Brasseur   |  | FN           | Front national             |                                           |
| Front national        | 2  | Lionel Payet       |  | FN           | Front national             |                                           |
| Mouvement des régions | 1  | Michel Blondin     |  | CPNT         | Union pour la Picardie     | Intergroupe UMP-UDF et apparentés en 2002 |
| Lutte ouvrière        | 1  | Raymond Hallard    |  | LO           | Lutte ouvrière             |                                           |

### 1992-1998
| Liste                     | N° | Nom                   |  | Parti            | Groupe                         | Changements                               |
| ------------------------- | -- | --------------------- |  | ---------------- | ------------------------------ | ----------------------------------------- |
| Union pour la Picardie    | 1  | Gilles de Robien      |  | UDF-PR           | Intergroupe RPR-UDF            | Démissionne le 3 avril 1992               |
| Union pour la Picardie    | 2  | Jérôme Bignon         |  | RPR              | Intergroupe RPR-UDF            | Démissionne le 17 avril 1993              |
| Union pour la Picardie    | 3  | Alain Gest            |  | UDF-PR           | Intergroupe RPR-UDF            | Démissionne le 30 mai 1993                |
| Union pour la Picardie    | 4  | Thérèse Hart          |  | RPR              | Intergroupe RPR-UDF            |                                           |
| Union pour la Picardie    | 5  | Pierre Classen        |  | UDF-FD           | Intergroupe RPR-UDF            |                                           |
| Union pour la Picardie    | 6  | Gautier Audinot       |  | RPR              | Intergroupe RPR-UDF            |                                           |
| Union pour la Picardie    | 7  | Jean-Claude Broutin   |  | UDF-FD           | Intergroupe RPR-UDF            |                                           |
| Union pour la Picardie    | 8  | Jacques Fourdinier    |  | UDF-PR           | Intergroupe RPR-UDF            | Remplace Gilles de Robien le 4 avril 1992 |
| Union pour la Picardie    | 9  | Brigitte Fouré        |  | CNIP puis UDF-PR | Intergroupe RPR-UDF            | Remplace Jérôme Bignon le 18 avril 1993   |
| Union pour la Picardie    | 10 | Stéphane Demilly      |  | UDF-FD           | Intergroupe RPR-UDF            | Remplace Alain Gest le 31 mai 1993        |
| Majorité présidentielle   | 1  | Francis Lecul         |  | PS               | Socialiste                     |                                           |
| Majorité présidentielle   | 2  | Lise Rochowiak        |  | PS               | Socialiste                     |                                           |
| CPNT                      | 1  | Michel Blondin        |  | CPNT             | Chasse-pêche-nature-traditions |                                           |
| CPNT                      | 2  | Hubert Balédent       |  | CPNT             | Chasse-pêche-nature-traditions |                                           |
| Front national            | 1  | Lionel Payet          |  | FN               | Front national                 |                                           |
| Front national            | 2  | Raynald Brasseur      |  | FN               | Front national                 |                                           |
| Parti communiste français | 1  | Gérald Maisse         |  | PCF              | Communiste                     | Démissionne le 12 juin 1995               |
| Parti communiste français | 2  | Chantal Leblanc       |  | PCF              | Communiste                     |                                           |
| Parti communiste français | 4  | Noël Ricouard         |  | PCF              | Communiste                     | Remplace Gérald Maisse le 13 juin 1995    |
| Les Verts                 | 1  | Jean-Jacques Bertrand |  | Les Verts        | Ecologie indépendante          |                                           |
| Génération écologie       | 1  | Hubert Delarue        |  | GE               | Génération écologie            |                                           |

### 1986-1992
| Liste                     | N° | Nom                 |  | Parti   | Groupe                  | Changements                          |
| ------------------------- | -- | ------------------- |  | ------- | ----------------------- | ------------------------------------ |
| Opposition Unie           | 1  | Jean-Claude Broutin |  | UDF-CDS | Intergroupe UDF-RPR-CNI |                                      |
| Opposition Unie           | 2  | Jérôme Bignon       |  | RPR     | Intergroupe RPR-UDF-CNI |                                      |
| Opposition Unie           | 3  | André Leduc         |  | UDF-PSD | Intergroupe RPR-UDF-CNI |                                      |
| Opposition Unie           | 4  | Jacques Fourdinier  |  | UDF-PR  | Intergroupe RPR-UDF-CNI |                                      |
| Opposition Unie           | 5  | Pierre Classen      |  | UDF-PSD | Intergroupe RPR-UDF-CNI |                                      |
| Opposition Unie           | 6  | Alain Gest          |  | UDF-PR  | Intergroupe RPR-UDF-CNI |                                      |
| Opposition Unie           | 7  | Brigitte Fouré      |  | CNIP    | Intergroupe RPR-UDF-CNI |                                      |
| Majorité présidentielle   | 1  | Francis Lecul       |  | PS      | Socialiste              |                                      |
| Majorité présidentielle   | 2  | Yves Le Diascorn    |  | PS      | Socialiste              |                                      |
| Majorité présidentielle   | 3  | Danielle Destenay   |  | PS      | Socialiste              |                                      |
| Majorité présidentielle   | 4  | Jean-Philippe Lebas |  | PS      | Socialiste              | Démissionne en 1988                  |
| Majorité présidentielle   | 5  | René Anger          |  | PS      | Socialiste              |                                      |
| Majorité présidentielle   | 6  | Daniel Leroy        |  | PS      | Socialiste              | Remplace Jean-Philippe Lebas en 1988 |
| Parti communiste français | 1  | Chantal Leblanc     |  | PCF     | Communiste              |                                      |
| Parti communiste français | 2  | Jean-Jacques Baron  |  | PCF     | Communiste              |                                      |
| Parti communiste français | 3  | Lucien Menis        |  | PCF     | Communiste              |                                      |
| Front national            | 1  | Raynald Brasseur    |  | FN      | Front national          |                                      |
| Picardie86                | 1  | Roger Mézin         |  | DVD     | Intergroupe RPR-UDF-CNI |                                      |

## Sources
1. ↑  « Découvrez les élus du Conseil régional des Hauts-de-France », sur lavoixdunord.fr, 28 juin 2021 (consulté le 22 juillet 2021).